# Girls A Live
Girls A Live este primul album live al grupului muzical Girls Aloud. Materialul a fost lansat în paralel cu albumul Out of Control, pe data de 3 noiembrie 2008.

## Lista cântecelor
1. „Something Kinda Ooooh”
2. „Waiting”
3. „Call the Shots”
4. „Deadlines & Diets”
5. „Close to Love”
6. „Love Machine”
7. „Biology”
8. „Love is Pain”
9. „Miss You Bow Wow”
10. „Revolution in the Head”
11. „Live in the Country”
12. „Graffiti My Soul”